# Igor Lichnovsky
Igor Lichnovsky Osorio (Peñaflor, Santiago, Chile, 20 de marzo de 1994) es un futbolista chileno que juega como defensa en el Club América de la  Liga MX. Es internacional absoluto con la selección de Chile desde 2014.

## Trayectoria
Ingresó en las categorías inferiores del Club Universidad de Chile cuando contaba con diez años y debutó con el primer equipo el 8 de octubre de 2011 en un amistoso disputado frente al Club Alianza Lima en el Estadio Nacional en el que su equipo venció por 2-0. El 20 de noviembre debutó en un encuentro oficial ante la C. D. Universidad Católica, correspondiente a la fecha 16 del Torneo Clausura y que finalizó con el resultado de 0-0. El 29 de abril de 2012 marcó el tercer gol en la victoria del Universidad de Chile por 5-0 ante el Colo-Colo, lo que supuso su primer tanto como profesional y el primero que anotaba en un superclásico. El 13 de mayo convirtió su segundo gol en clásicos, esta vez contra la Universidad Católica en la derrota por 2-1 en el estadio San Carlos de Apoquindo.
En la campaña 2012-13 se proclamó campeón de la Copa Chile tras la victoria de su equipo por 2-1 en la final disputada frente a la Universidad Católica, partido en el que además fue alineado como titular. Después de haber suscitado el interés de varios clubes europeos como el Chelsea F. C., el Inter de Milán o el Bayer 04 Leverkusen para hacerse con sus servicios, fue finalmente el F. C. Oporto quien fichó al jugador para su equipo filial en junio de 2014 a cambio de 1,8 millones de euros.
En la temporada 2014-15 jugó treinta y siete partidos con el F. C. Oporto "B", mientras que en la segunda pasó a formar parte de la plantilla del primer equipo, aunque sólo participó en dos encuentros de la Copa de Portugal. El 22 de enero de 2016 se confirmó su cesión al Real Sporting de Gijón hasta el final de la temporada 2015-16. El 2 de agosto salió nuevamente en calidad de cedido al Real Valladolid C. F. de la Segunda División de España para disputar la campaña 2016-17.
El 21 de junio de 2017 se anunció su fichaje por el Club Necaxa de la Liga MX, con el que se proclamó campeón de la Copa MX en 2018. El 21 de mayo de 2018 firmó un contrato con el Cruz Azul F. C. con el cual ganó una Copa MX en 2018 y una Supercopa de México en 2019.
El 12 de octubre de 2020 dejó el Cruz Azul F. C. para firmar un contrato con el  Al-Shabab Club de la Liga Profesional Saudí dónde jugó 2 temporadas.
El 19 de enero de 2022 llegó a un acuerdo para fichar con los Tigres de la UANL para así hacer su regreso a la Liga MX después de su paso en el futbol de Arabía.

## Selección nacional

### Categorías inferiores
Sumó actuaciones en el Campeonato Sudamericano sub-15 de 2009 y en el sub-17 de 2011, en los que Chile fue eliminada en la fase de grupos.
Con la selección sub-20 disputó varios partidos preparatorios para el Campeonato Sudamericano de 2013, como un cuadrangular en el que se enfrentó a otras selecciones de Sudamérica o también una gira por Europa que duró aproximadamente un mes. Durante el Sudamericano fue el capitán de su selección y jugó tres de los cuatro partidos de la fase de grupos, en los que anotó un gol ante Colombia. Tras la cuarta plaza obtenida en el hexagonal final, consiguieron clasificarse para el Mundial sub-20 que tuvo lugar en junio de 2013. En este torneo continuó con su rol de capitán de la selección y estuvo presente en cuatro de los cinco encuentros que disputó Chile, cuya participación llegó a su fin en los cuartos de final tras ser derrotados por la escuadra de Ghana.
| Torneo                      | Sede      | Resultado        | Partidos | Goles |
| --------------------------- | --------- | ---------------- | -------- | ----- |
| Sudamericano sub-20 de 2013 | Argentina | Cuarto lugar     | 8        | 1     |
| Mundial sub-20 de 2013      | Turquía   | Cuartos de final | 4        | 0     |

### Selección adulta
En 2012, para la fecha eliminatoria con Colombia, Claudio Borghi integró a Lichnovsky como invitado especial, para que fuera parte de los entrenamientos de la selección adulta. Fue convocado por primera vez a la selección adulta por Jorge Sampaoli para los duelos amistosos frente a Venezuela y Uruguay en noviembre de 2014. Únicamente fue titular contra Venezuela y jugó los 90 minutos. En marzo de 2015 fue llamado por segunda vez consecutiva para los partidos amistosos frente a Irán y Brasil. En septiembre de 2016 es llamado por Juan Antonio Pizzi para los partidos contra Ecuador y Perú en las Clasificatorias de Conmebol para el Mundial de 2018.
El 14 de marzo de 2018 fue convocado por Reinaldo Rueda para disputar los compromisos amistosos ante Suecia y Dinamarca que se disputaron en Estocolmo y Aalborg los días 24 y 27 de marzo, respectivamente. En el segundo de ellos ingresó a los 91 minutos de juego en reemplazo de Paulo Díaz.
Fue convocado por Ricardo Gareca para los amistosos de marzo de 2024 ante Albania y Francia.

#### Participaciones en Copa América
| Torneo            | Sede           | Resultado      | Partidos | Goles |
| ----------------- | -------------- | -------------- | -------- | ----- |
| Copa América 2019 | Brasil         | Cuarto lugar   | 1        | 0     |
| Copa América 2024 | Estados Unidos | Fase de grupos | 3        | 0     |

#### Partidos internacionales
Actualizado hasta el 29 de junio de 2024.
| 1     | 14 de noviembre de 2014  | Estadio Huachipato-CAP Acero, Talcahuano, Chile            | Chile         | 5-0 | Venezuela |  | Amistoso          |
| 2     | 27 de marzo de 2018      | Aalborg Portland Park, Aalborg, Dinamarca                  | Dinamarca     | 0-0 | Chile     |  | Amistoso          |
| 3     | 31 de mayo de 2018       | Sportzentrum Graz-Weinzödl, Graz, Austria                  | Rumania       | 3-2 | Chile     |  | Amistoso          |
| 4     | 4 de junio de 2018       | Stadion Graz-Liebenau, Graz, Austria                       | Serbia        | 0-1 | Chile     |  | Amistoso          |
| 5     | 11 de septiembre de 2018 | Estadio Mundialista de Suwon, Suwon, Corea del Sur         | Corea del Sur | 0-0 | Chile     |  | Amistoso          |
| 6     | 24 de junio de 2019      | Estadio Maracaná, Río de Janeiro, Brasil                   | Chile         | 0-1 | Uruguay   |  | Copa América 2019 |
| 7     | 5 de septiembre de 2019  | Los Angeles Memorial Coliseum, Los Ángeles, Estados Unidos | Chile         | 0-0 | Argentina |  | Amistoso          |
| 8     | 22 de marzo de 2024      | Estadio Ennio Tardini, Parma, Italia                       | Albania       | 0-3 | Chile     |  | Amistoso          |
| 9     | 26 de marzo de 2024      | Stade Vélodrome, Marsella, Francia                         | Francia       | 3-2 | Chile     |  | Amistoso          |
| 10    | 11 de junio de 2024      | Estadio Nacional, Santiago, Chile                          | Chile         | 3-0 | Paraguay  |  | Amistoso          |
| 11    | 21 de junio de 2024      | AT&T Stadium, Arlington, Estados Unidos                    | Chile         | 0-0 | Perú      |  | Copa América 2024 |
| 12    | 25 de junio de 2024      | MetLife Stadium, East Rutherford, Estados Unidos           | Argentina     | 1-0 | Chile     |  | Copa América 2024 |
| 13    | 29 de junio de 2024      | Inter&Co Stadium, Orlando, Estados Unidos                  | Chile         | 0-0 | Canadá    |  | Copa América 2024 |
| Total | Presencias               | 13                                                         | Goles         | 0   |           |  |                   |

| Selección chilena | Selección chilena | Selección chilena |
| Año               | Partidos          | Goles             |
| ----------------- | ----------------- | ----------------- |
| 2014              | 1                 | 0                 |
| 2018              | 4                 | 0                 |
| 2019              | 2                 | 0                 |
| 2024              | 6                 | 0                 |
| Total             | 13                | 0                 |

## Clubes

### Estadísticas
| Club                           | Div.          | Temporada     | Liga  | Liga  | Copas nacionales | Copas nacionales | Torneos internacionales | Torneos internacionales | Total | Total | Media goleadora |
| Club                           | Div.          | Temporada     | Part. | Goles | Part.            | Goles            | Part.                   | Goles                   | Part. | Goles | Media goleadora |
| ------------------------------ | ------------- | ------------- | ----- | ----- | ---------------- | ---------------- | ----------------------- | ----------------------- | ----- | ----- | --------------- |
| Universidad de Chile · Chile   | 1.ª           | 2011          | 4     | 0     | —                | —                | —                       | —                       | 4     | 0     | 0.00            |
| Universidad de Chile · Chile   | 1.ª           | 2012          | 13    | 2     | 4                | 0                | 3                       | 0                       | 20    | 2     | 0.10            |
| Universidad de Chile · Chile   | 1.ª           | 2013          | 5     | 0     | —                | —                | 3                       | 0                       | 8     | 0     | 0.00            |
| Universidad de Chile · Chile   | 1.ª           | 2013-14       | 19    | 2     | —                | —                | 3                       | 0                       | 22    | 2     | 0.09            |
| Universidad de Chile · Chile   | Total club    | Total club    | 41    | 4     | 4                | 0                | 9                       | 0                       | 54    | 4     | 0.07            |
| F. C. Oporto "B" Portugal      | 2.ª           | 2014-15       | 37    | 3     | —                | —                | —                       | —                       | 37    | 3     | 0.08            |
| F. C. Oporto "B" Portugal      | 2.ª           | 2015-16       | 4     | 0     | —                | —                | —                       | —                       | 4     | 0     | 0.00            |
| F. C. Oporto "B" Portugal      | Total club    | Total club    | 41    | 3     | 0                | 0                | 0                       | 0                       | 41    | 3     | 0.07            |
| F. C. Oporto Portugal          | 1.ª           | 2015-16       | —     | —     | 3                | 0                | —                       | —                       | 3     | 0     | 0.00            |
| F. C. Oporto Portugal          | Total club    | Total club    | 0     | 0     | 3                | 0                | 0                       | 0                       | 3     | 0     | 0.00            |
| Sporting de Gijón · España     | 1.ª           | 2015-16       | 2     | 0     | —                | —                | —                       | —                       | 2     | 0     | 0.00            |
| Sporting de Gijón · España     | Total club    | Total club    | 2     | 0     | 0                | 0                | 0                       | 0                       | 2     | 0     | 0.00            |
| Real Valladolid C. F. · España | 2.ª           | 2016-17       | 18    | 1     | 1                | 0                | —                       | —                       | 19    | 1     | 0.05            |
| Real Valladolid C. F. · España | Total club    | Total club    | 18    | 1     | 1                | 0                | 0                       | 0                       | 19    | 1     | 0.05            |
| Necaxa · México                | 1.ª           | 2017-18       | 34    | 0     | 3                | 0                | —                       | —                       | 37    | 0     | 0.00            |
| Necaxa · México                | Total club    | Total club    | 34    | 0     | 3                | 0                | 0                       | 0                       | 37    | 0     | 0.00            |
| Cruz Azul · México             | 1.ª           | 2018-19       | 34    | 1     | 10               | 0                | —                       | —                       | 44    | 1     | 0.03            |
| Cruz Azul · México             | 1.ª           | 2019-20       | 17    | 1     | 1                | 0                | —                       | —                       | 18    | 1     | 0.06            |
| Cruz Azul · México             | 1.ª           | 2020          | 11    | 0     | —                | —                | —                       | —                       | 11    | 0     | 0.00            |
| Cruz Azul · México             | Total club    | Total club    | 62    | 2     | 11               | 0                | 0                       | 0                       | 73    | 2     | 0.02            |
| Al Shabab Arabia Saudita       | 1.ª           | 2020-21       | 26    | 3     | —                | —                | 2                       | 1                       | 28    | 4     | 0.14            |
| Al Shabab Arabia Saudita       | 1.ª           | 2021-22       | 15    | 0     | 1                | 0                | —                       | —                       | 16    | 0     | 0.00            |
| Al Shabab Arabia Saudita       | Total club    | Total club    | 41    | 3     | 1                | 0                | 2                       | 1                       | 44    | 4     | 0.09            |
| Tigres U.A.N.L. · México       | 1.ª           | 2022          | 11    | 1     | —                | —                | —                       | —                       | 11    | 1     | 0.09            |
| Tigres U.A.N.L. · México       | 1.ª           | 2022-23       | 35    | 0     | —                | —                | 6                       | 0                       | 41    | 0     | 0.00            |
| Tigres U.A.N.L. · México       | Total club    | Total club    | 46    | 1     | 0                | 0                | 6                       | 0                       | 52    | 1     | 0.02            |
| América · México               | 1.ª           | 2023-24       | 34    | 2     | —                | —                | 7                       | 0                       | 41    | 2     | 0.05            |
| América · México               | 1.ª           | 2024-25       | 1     | 0     | —                | —                | 3                       | 0                       | 4     | 0     | 0.00            |
| América · México               | Total club    | Total club    | 36    | 2     | 0                | 0                | 10                      | 0                       | 46    | 2     | 0.04            |
| Total carrera                  | Total carrera | Total carrera | 321   | 16    | 23               | 0                | 27                      | 1                       | 371   | 17    | 0.05            |
| 1. 2. 3.                       |               |               |       |       |                  |                  |                         |                         |       |       |                 |

## Palmarés

### Títulos nacionales
| Título                  | Club                 | País   | Año     |
| ----------------------- | -------------------- | ------ | ------- |
| Primera División        | Universidad de Chile | Chile  | 2011-C  |
| Primera División        | Universidad de Chile | Chile  | 2012-A  |
| Copa Chile              | Universidad de Chile | Chile  | 2013    |
| Copa México             | Necaxa               | México | 2018-C  |
| Copa México             | Cruz Azul F. C.      | México | 2018-A  |
| Supercopa de México     | Cruz Azul F. C.      | México | 2019    |
| Primera División        | Tigres UANL          | México | 2023-C  |
| Campeón de Campeones    | Tigres UANL          | México | 2022-23 |
| Primera División        | Club América         | México | 2023-A  |
| Primera División        | Club América         | México | 2024-C  |
| Campeón de Campeones    | Club América         | México | 2023-24 |
| Supercopa de la Liga MX | Club América         | México | 2024    |
| Primera División        | Club América         | México | 2024-A  |